# Festival Mantsina sur scène
Mantsina sur scène est un festival pluridisciplinaire consacré au théâtre et aux arts vivants créé en 2003. Il se tient chaque mois de décembre à Brazzaville (Congo).

## Création
Le festival est né de l'association Noé Culture (collectif qui regroupe 4 compagnies de théâtre de Brazzaville Espace Tiné, Les Bruits de la Rue, Salaka et Déso), formée après la guerre civile par 4 artistes passionnés de théâtre et  responsables des compagnies de théâtre à Brazzaville, Dieudonné Niangouna  administrateur artistique, Abdon Fortuné Koumbha administrateur Financier, Jean Félhyt Kimbirima administrateur Général, Arthur Batouméniadministrateur chargé de la technique, Ludovic Louppé membre
Le festival fête ses « 10 ans de résistance théâtrale » en 2013, année où Dieudonné Niangouna est artiste associé au festival d'Avignon.

## Artistes associés
En 2011, le chorégraphe DeLaVallet Bidiefono est artiste associé.
2014 : le cinéaste Rufin Mbou Mikima est associé de l'édition « entre scène et écran ».
En 2019, la compagnie Cap Congo composée de 5 danseurs, dont Vesna Mbelani, y adapte librement le recueil de nouvelles d'Emmanuel Dongala Jazz et Vin de palme en spectacle vivant.

## Sony sur scène
L'édition 2015 du festival Mantsina sur scène, consacrée à Sony Labou Tansi dont ce sont les 20 ans de la mort, abandonne les lieux de théâtre institutionnels de Brazzaville pour se produire dans les rues et les parcelles à la rencontre du public, ce qui sera interprété comme une conséquence de l'engagement de Dieudonné Niangouna.
Niangouna précisera cependant avoir eu dès l'origine de cette douzième édition le projet de jouer « hors les murs ».